# Lapidarium de Kertch
Le Lapidarium, (du latin lapis - pierre) situé à Kertch, en Crimée, est une collection d'échantillons d'art ancien, contenant des objets trouvés lors de la fouille de l'ancien royaume du Bosphore et d'autres découvertes faites sur le territoire de la péninsule de Kertch. Il occupe l'une des premières places parmi les référentiels de monuments épigraphiques classiques dans le monde. Dans le lapidarium sont stockés les inscriptions grecques en pierre du royaume de Kertch, des sculptures et artefacts architecturaux, et des pierres tombales turques.

## Histoire de l'établissement
La collection lapidaire compilait des matériaux de la collection personnelle du célèbre explorateur Paul Du Brux, qui en 1810-1820 a constitué une collection d'objets anciens et lui a donné le nom de "Drevnehraniliŝe". Plus tard, la collection a été complétée par différentes sources. La majeure partie de la collection a été constituée au cours de la période précédant 1917. Depuis, certains specimen ont été pris au British Museum, à l'Ermitage (Saint-Pétersbourg), au Musée Pouchkine (Moscou) et à d'autres musées. Pendant la période soviétique, une partie de la collection était hébergée dans le bâtiment de l'église Saint-Jean-Baptiste de Kertch. Actuellement, l'exposition de ce Lapidarium est située dans un bâtiment séparé. Il dispose également de salles de restauration et de travaux scientifiques.

## La collection

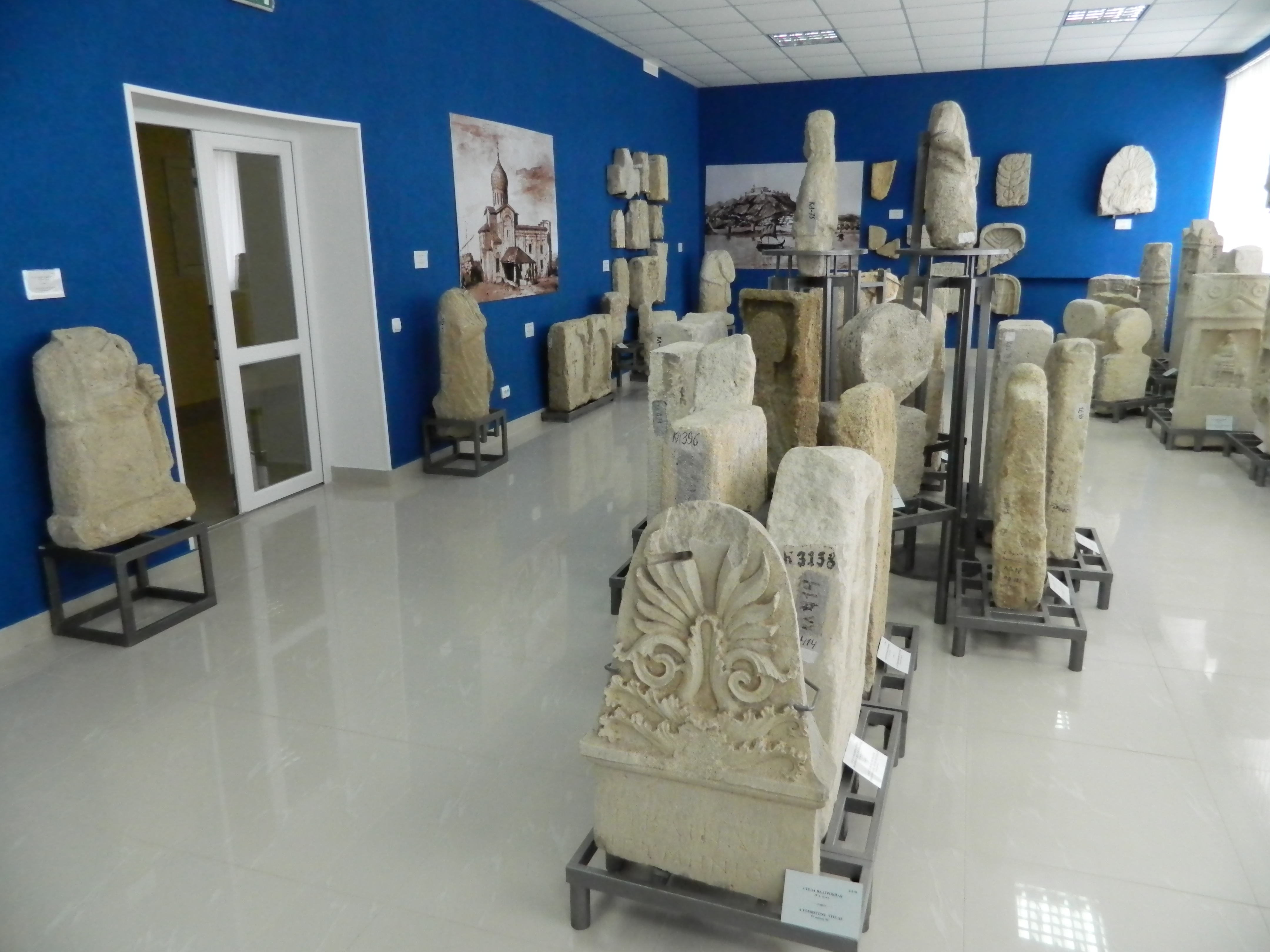

À l'heure actuelle (2018), la collection du lapidarium comprend plus de 2 200 pièces stockées. Parmi les œuvres, on trouve des pièces des époques anciennes (la partie principale de la collection) et médiévales. Il y a une large gamme de sculptures antiques, de nombreuses pierres tombales et monuments épigraphiques, détails architecturaux, objets de culte. En exposition lapidaire, les scènes de portrait du Bosphore, la sculpture commémorative et décorative, des objets de désignation religieuse, des fragments d'anciennes stèles en marbre, des fontaines, des tables, des façades d'église. L'exposition illustre divers aspects de la vie de la population des anciennes villes bosphoriennes. Grâce aux fouilles annuelles dans les anciennes forteresses de Kertch, la collection continue de croître avec de nouvelles expositions.

## Travail de recherche
En 2002, au Lapidarium a été fondée l'École internationale de conservation de la pierre. Avec la participation de spécialistes de Russie, d'Ukraine et du Danemark. Les travaux scientifiques et de recherche sont menés, ainsi que des travaux d'agrandissement de l'exposition.

## Liens
- Article sur le Lapidarium sur le site de la réserve historique et culturelle de Kertch (rus.eng.)